# Прейер, Эмили

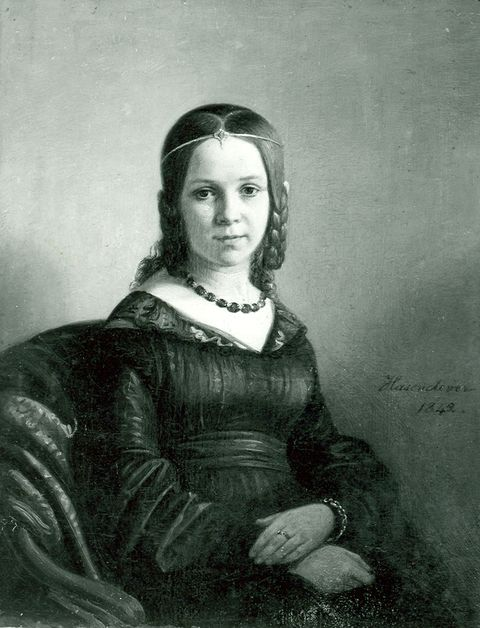
Портрет матери Эмили Прейер кисти И. П. Газенклевера

Эмили (Эмилия) Прейер (нем. Emilie Preyer; 6 июня 1849, Дюссельдорф —23 сентября 1930, там же) — немецкая художница. Мастер натюрморта.

## Биография
Родилась в семье с давними художественными традициями. Первые уроки живописи получила у отца художника Иоанна-Вильгельма Прейера (1803—1889). Родной брат и сестра отца Густав Прейер и Луиза Прейер также были живописцами.
Свой первый натюрморт Эмили написала в 1867 году. Эмили работала в той же скрупулезной технике, что и её родной отец.
Так как женщины в то время не имели права получать высшее образование, неофициально посещала Дюссельдорфскую художественную школу. С целью совершенствования техники живописи Эмили Прейер совершила поездку по Европе, посетила музеи Дрездена, Антверпена и городов Голландии.
Участница выставок в Берлине, Дрездене и Дюссельдорфе.

## Творчество
В основном, писала натюрморты с плодами, на раннем периоде творчества создала ряд цветочных натюрмортов. За время творчества Эмили Прейер написала около двухсот пятидесяти картин, которые ныне находятся в Метрополитен-музее в Нью-Йорке и Художественном музее Филадельфии. Работы Эмили Прейер также находятся в английских и американских частных коллекциях.
|                   |  |  |  |  |  |
| Картины Э. Прейер |  |  |  |  |  |